# كريس ديكرسون (لاعب كرة قاعدة)
كريس ديكرسون (بالإنجليزية: Chris Dickerson)‏ هو لاعب كرة قاعدة أمريكي، ولد في 10 أبريل 1982 في هوليوود في الولايات المتحدة.

## وصلات خارجية
- كريس ديكرسون على موقع دوري كرة القاعدة الرئيسي (الإنجليزية)
- كريس ديكرسون على موقعبيزبول رفرنس.كوم (الدوري الرئيسي) (الإنجليزية)
- كريس ديكرسون على موقعبيزبول رفرنس.كوم (الدوري الثانوي) (الإنجليزية)
- كريس ديكرسون على موقع إي إس بي إن.كوم (أم.أل.بي) (الإنجليزية)
- كريس ديكرسون على موقع مشجعي الرسوم البيانية (الإنجليزية)